# Соколов, Анна
Анна Соколов (англ. Anna Sokolow, 9 февраля 1910[…], Хартфорд — 29 марта 2000[…], Манхэттен, Нью-Йорк) — американская танцовщица, хореограф и педагог. Считается пионером современного танца Мексики. Одна из основателей Актёрской студии в Манхэттене. Оказала глубокое влияние на современный танец в Израиле.

## Биография
Родилась 9 февраля 1910 года в городе Хартфорд в штате Коннектикут. Родители — иммигранты из Российской империи, познакомились в США. Её отец Самуил Соколовский сократил свою фамилию при въезде в США в 1905 году в поисках работы. Мать Сара иммигрировала в 1907 году. Анна была третьей из четверых детей. Имела старших брата и сестру Исадор (Isadore) и Роуз (Rose) и младшую сестру Герти (Gertie).
Вместе со старшей сестрой Роуз училась танцам в Sisterhood («Сестричестве») при консервативной синагоге Emanuel Synagogue в городе Уэст-Хартфорд. Первой учительницей танцев была Эльза Поль (Elsa Pohl, 1893 — ок. 1953), которая была поклонницей Айседоры Дункан.
Родители Анны переехали в Нью-Йорк. Отец заболел болезнью Паркинсона и семья столкнулась с финансовыми трудностями. Мать Сара торговала одеждой, служила в Межнациональном союзе дамских портных (МСДП, ILGWU) и была активным членом Социалистической партии. Анна пошла работать на завод.
В 1925 году в возрасте 15 лет Анна Соколов бросила школу и была принята ученицей в любительский театр Neighborhood Playhouse при Henry Street Settlement в Манхэттене. Анна Соколов изучала вокал, танцы и пантомиму. В 1928 году, в возрасте 18 лет Анна Соколов получила первое крупное выступление в театре как часть постановки симфонии № 2 «Израиль» Эрнеста Блоха.
В зрелые годы Анна Соколов изучала драму в HB Studio в Гринвич-Виллидж.
В 1932 году Анна Соколов познакомилась с музыкантом Алексом Нортом. Молодые люди имели много общего: русские и еврейские корни, любовь к музыке. Они стали встречаться, поддерживая профессиональные отношения. Алекс помог Анне организовать первую самостоятельную постановку «Антивоенную трилогию», для которой написал музыку, один из его первых опытов в композиции.
В начале 1934 года Норт переехал в Москву и пригласил Анну Соколов. Анна пыталась преподавать в Москве хореографию, но не преуспела. В конце 1935 года Норт стал испытывать тоску по Родине и решил вернуться в США.
Продолжая творческое сотрудничество с Анной Соколов композитор Алекс Норт сочинил для неё хореографическую сюиту «Балладу в популярном стиле», которая, по отзывам критики, стала, своего рода, её визитной карточкой.
В 1939 совершил вместе к коллективом Анны Соколов гастрольную поездку в Мексику. После гастролей дороги Анны и Алекса разошлись. Анна Соколов решила остаться жить в Мексике, а Алекс вернулся в США.
В 1937—1940 годах Анна Соколов была танцовщицей в труппе Марты Грэм.
В 1940 году в Мексике основала танцевальную труппу La Paloma Azul («Голубой голубь»).
Анна Соколов встречалась с мексиканским художником Игнасио Агирре, по прозвищу Нашо, одним из основателей «Мастерской народной графики» в 1937 году в Мехико, участником выставки современной мексиканской гравюры в 1958 году в Государственном музее изобразительных искусств имени А. С. Пушкина в Москве и в Эрмитаже в Ленинграде.
В 1944 году в Мексике Анна Соколов дебютирует как хореограф в кино с музыкальным фильмом «Двор фараона» (La corte de faraón). В 1945 году поставила хореографию мексиканского музыкального фильма «Поцелуй в ночи» (Un beso en la noche). В 1950 году поставила хореографию эпизода «Праздник жителей Нью-Йорка» (Knickerbocker Holiday) сериала «Театр Пулитцеровской премии» и эпизода № 1.4 программы Four Star Revue. В 1967 году поставила хореографию трёх эпизодов «Праздники» (The Celebrations) телепрограммы Look Up and Live.
В 1955 году снялась в танцевальной короткометражке «Бой быков» (Bullfight) режиссёра Ширли Кларк. В 1956 году поставила хореографию короткометражки «Момент в любви» (A Moment in Love) того же режиссёра.
5 октября 1947 году по предложению режиссёра Элиа Казана стала одной из основателей Актёрской студии. Преподавала студентам балет и технику Грэма в течение 8 лет, до середины 1950-х годов. Этот опыт работы воплотила в танцевальной антрепризе «Комнаты» (Rooms, 1955).
В 1958—1988 годах преподавала на танцевальном факультете Джульярдской школы.
С середины 1950-х до конца 1980-х годов Анна Соколов развивала танец в Израиле. Зимой 1953 года по предложению Джерома Роббинса с помощью фонда Эдварда Нормана (ныне America-Israel Cultural Foundation) Анна Соколов приехала в Израиль, где встретилась с хореографом Сарой Леви-Танай и созданный ею театром танца «Инбаль». В 1950-х годах Анна Соколов работала с «Инбаль», сопровождала в гастролях в Европе и Северной Америке в 1957 году. Осенью 1959 года поставила хореографию оперы «Александра» («Александра из династии Хасмонеев») Менахема Авидома в Тель-Авиве. В 1962—1964 годах была хореографом в Лирическом театре (Lyric Theatre) в Израиле, оказавшем глубокое влияние на современный танец в Израиле. Сотрудничала как приглашённый хореограф с «Бат-Шева» в 1972 году. Кульминацией её активности стала в 1979 году хореография музыкального спектакля «Крылья» о подвиге Ханы Сенеш (стихи Исраэля Элираза, музыка Марка Копытмана).
В 1956 году была номинантом на премию «Тони» за лучшую хореографию за мюзикл «Красные розы для меня» (Red Roses for Me).
В 1974 году получила медаль Брандейского университета. В 1978 году стала почётным доктором гуманитарных наук (Honoris causa) Университета штата Огайо.
Умерла 29 марта 2000 года в Манхэттене в возрасте 90 лет.